# Jawornik (powiat sanocki)
Jawornik (j. łemkowski Явірник) – osada w Polsce położona w województwie podkarpackim, w powiecie sanockim, w gminie Komańcza, obecnie obręb geodezyjny.
Przez wieś przebiega droga wojewódzka nr .
Wieś królewska położona na przełomie XVI i XVII wieku w ziemi sanockiej województwa ruskiego, w drugiej połowie XVII wieku należała do starostwa krośnieńskiego. W latach 1975–1998 miejscowość należała administracyjnie do województwa krośnieńskiego.
Jawornik (Villa Jawornik 1546, Jawornik wyesz, prawem wołoskiem zasadzona 1565, na Jaworniku 1580, Jawornik 1665).

## Historia
Wieś była w posiadaniu Mikołaja Herburta Odnowskiego około roku 1539. Od 1340–1772 ziemia sanocka, województwo ruskie, do 1914 powiat sanocki austriacka prowincja Galicja, do 1939 powiat sanocki, województwo lwowskie.
W połowie XIX wieku właścicielami posiadłości tabularnej w Jaworniku Dolnym i Górnym byli Wincenty Morze i jego żona Sabina.
Wśród mieszkańców wsi w XIX w. powszechna była wiara w wampiry, co opisał Oskar Kolberg w pracy „Sanockie- Krośnieńskie”:
W upiory lud górski wierzy mocno; i tak we wsi Jawornik nad rzeką Osławicą, może nie ma jednego człowieka pochowanego na cmentarzu, który by nie miał wbitego w głowę ćwieka lub uciętej i u nóg położonej głowy. Upiór za życia ma dwa serca (jedno sprawiedliwe – człowiecze, a drugie niesprawiedliwe – diabelskie. Jedno po śmierci ginie, a drugie żyje i jest przyczyną pośmiertnej działalności upiora) i czerwony kark, i kiedy umiera, to jedno tylko serce z nim ginie, a drugie żyje i jest powodem jego wędrówek pośmiertnych. Aby im zapobiec, obwijają szyję dokoła młodym prętem świerzbihuza (głóg, dzika róża, zwana także hecze-pecze). A w serce wbijają gwóźdź z brony (inni twierdzą, że 3 ćwieki żelazne z brony). A głowę uciętą kładą w stopach.
Do 1914 powiat sądowy Sanok, gmina Bukowsko. Parafia łacińska w Bukowsku. W roku 1898 wieś liczyła 485 mieszkańców oraz 70 domów, pow. wsi wynosiła 7,21 km². Częścią wsi była osada dworska Miklaszki, zamieszkana przez Polaków. Cerkiew wybudowano w roku 1843 pw. św. Dymitra, spalona w roku 1946. Od listopada 1918 do stycznia 1919 Republika Komańczańska.
W II Rzeczypospolitej wieś w powiecie sanockim województwa lwowskiego. Latem 1944 doszło w Jaworniku do walk pomiędzy zgrupowaniem AK „Południe” a oddziałami SS. W 1945 nacjonaliści ukraińscy z OUN-UPA zamordowali tutaj 5 Polaków. 23 marca 1946 sotnia UPA zaatakowała stacjonujący we wsi oddział 32 pułku piechoty z 8 Dywizji Piechoty. Zabito 5 żołnierzy, a 15 uprowadzono i następnie zamordowano.
Mieszkańcy Jawornika zostali wysiedleni w 1947 podczas akcji „Wisła”.

## Agroturystyka
Obecnie we wsi znajduje się jedynie kilka domów przy szosie, na terenie dawnego przysiółka Miklaszki. Natomiast w głębi doliny znajdują się dwa cmentarze i kaplica greckokatolicka wybudowana w latach 80. XX wieku na cerkwisku. Dalej w dolinie działa latem studencka baza namiotowa zorganizowana przez Orkiestrę św. Mikołaja.
Jawornik jest również miejscem spotkań Rainbow Family.